# Battaglia dell'Adamello
Con Battaglie dell'Adamello, si indica una serie di scontri e azioni belliche avvenute nel territorio del Gruppo dell'Adamello tra il 1915 ed il 1918 durante la prima guerra mondiale.

## Le forze in campo
Differentemente dal fronte isontino, in cui si scontravano grandi masse di uomini, spesso male addestrati, la Guerra Bianca si caratterizza per il basso numero di uomini impiegati, per il loro eccellente addestramento e per il fatto che fossero equipaggiati con il meglio che la tecnologia dell'epoca potesse offrire al fine di permettergli di sopravvivere in un ambiente tanto ostile.

### Regno d'Italia
Sul margine occidentale del fronte, schierata dal passo dello Stelvio al passo Cereda, sul margine meridionale delle Pale di San Martino, l'esercito italiano aveva posizionato la 1ª Armata agli ordini del generale Roberto Brusati con sede a Verona, dislocata su un enorme arco valutabile in linea d'aria sui 200 chilometri e in circa 300 sul terreno. Alle dipendenze dell'armata vi erano il III e il V Corpo, rispettivamente al comando dei generali Camerana e Aliprindi, ed intervallati dalle truppe dipendenti della Fortezza Verona, al comando del generale Gobbo. Il III Corpo occupava l'intero lato occidentale del saliente trentino, dallo Stelvio al Garda, su un tratto di fronte che poteva contare su numerose opere permanenti, però prevalentemente antiquate, che formavano gli sbarramenti di Bormio e del monte Tonale-passo del Mortirolo; più efficiente a livello numerico e qualitativo appariva lo sbarramento delle Giudicare, a protezione dell'alto Chiese. La 6ª Divisione era schierata sul confine mentre la 5ª costituiva la riserva del III Corpo. A sud, fra il Garda e l'altopiano Lessinico, si trovavano le truppe della Fortezza Verona, mentre dal passo delle Tre Croci e il passo Cereda era posizionato il V Corpo con le divisioni 9ª, 34ª e 15ª, a difesa del vertice del saliente trentino, con la 35ª Divisione di riserva nei pressi di Brescia. In questo settore il sistema di opere permanenti risultava assai più consistente, in parte antiquate, in parte moderne o in corso di completamento come il forte Campomolon.

### Impero austro-ungarico
Da parte austro-ungarica, il giorno dell'inizio delle ostilità il generale Viktor Dankl von Krasnik assunse il comando della difesa del Tirolo, con sede a Innsbruck, il cui limite territoriale andava dal passo dello Stelvio alla Croda Nera, situata sullo spartiacque carnico poco a est di Forcella Dignas: perciò si contrapponeva all'incirca con gli schieramenti congiunti della 1ª e della 4ª Armata italiana. La regione venne ripartita in cinque settori, detti Rayon; parte della 90ª Divisione del generale Scholz, composta da undici battaglioni, fu assegnata al presidio dei settori I e II, dallo Stelvio a cima Presèna, e poteva contare sul sostegno del forte Gomagoi situato sulla direttrice dello Stelvio e del moderno sbarramento posto a difesa del passo del Tonale.
Il III° settore correva dall'Adamello alle Pale di San Martino, ed era di competenza alla 91ª Divisione composta da una trentina di battaglioni, al comando del generale Können von Horack, dove una brigata controllava il presidio delle piazzeforti di Riva del Garda e di Trento, dipendenti dal generale Guseck. Questo sistema difensivo attorno a Trento era di grande importanza strategica, e indusse i comandi austro-ungarici a ripartire il settore in quattro sotto-settori, Ladaro, Lavarone, Rovereto e Pergine, che si avvalevano di moderne fortificazioni e diverse opere difensive. Il IV settore, compreso dalle Pale di San Martino al monte Padon era alle dipendenze della 90ª Divisione, ed era presidiato da una brigata da montagna su sette battaglioni, e poteva contare sullo sbarramento Cismon-Travignolo-Passo San Pellegrino. Ed infine il V settore, estendendosi da monte Padon alla Croda Nera, allineava una brigata da montagna su nove battaglioni, e poteva fruire su un articolato sistema di opere fisse difensive erette a guardia dei solchi vallivi più insidiosi nella vicina val Pusteria. L'addensamento di forze della 4ª Armata fece sì che il 27 maggio questo settore venisse sottratto alla 90ª Divisione e reso parzialmente autonomo al comando del generale Ludwig Goiginger e con il rinforzo di tre battaglioni. Ciò fino al sopraggiungere dell'Alpenkorps tedesco, il cui comandante Konrad Krafft von Dellmensingen assunse il comando del Tirolo e la responsabilità del IV e V settore, che mantenne fino al 14 ottobre, quando, partito l'Alpenkorps dall'Alto Adige, ne assunse il comando il generale Roth von Limanowa.
È dunque evidente in questa parte del fronte la superiorità delle forze italiane, ma la poca cognizione della situazione avversaria, il condizionamento politico, le incertezze, l'impreparazione specifica nella conoscenza e valutazione del terreno, la scarsa intraprendenza e l'eccessivo timore di accollarsi eventuali responsabilità soprattutto nelle sfere militari più alte, fecero sì che questa superiorità non venne sfruttata, neppure laddove si presentarono le occasioni più allettanti in chiave offensiva. Da parte asburgica peraltro, nei decenni precedenti lo scoppio del conflitto le risorse furono destinate al rafforzamento delle fortificazioni ad est in Galizia, e nella zona costiera. Per cui l'unico scopo nei settori alpini del fronte italiano fu quello di controbilanciare le spinte offensive italiane.
Nei primissimi giorni di guerra, anziché cercare di tenere le poche e vecchie fortezze esistenti, il comandante Goiginger fece ripiegare i suoi uomini e distribuire le artiglierie sulle montagne circostanti. Dividendo le loro batterie in posizioni più o meno isolate sui versanti e sulle vette, gli austriaci sfruttarono in modo particolarmente efficace l'orografia del terreno dolomitico, assicurandosi tutto il vantaggio possibile nel tentativo di confinare il nemico nelle valli sottostanti e impedirgli l'accesso ai passi strategici.
Le truppe da montagna austro-ungariche avevano il proprio nerbo nelle k.k. Gebirgstruppe (Truppe da Montagna) costituite da:
- Standschützen (Bersaglieri stanziali) componente del k.k. Landsturm, la leva di massa imperiale, composti da membri di associazioni che avevano sede presso un poligono di tiro ed avevano la caratteristica di poter eleggere autonomamente fra di loro i sottufficiali ed il capitano;
- k.k. Landesschützen (Bersaglieri Regionali) corpo militare a reclutamento di leva appartenente alla k.k. Landwehr reclutati nel Tirolo (che al tempo includeva anche il Trentino) e nel Vorarlberg;
- K.u.k. Kaiserjäger (Cacciatori Imperiali), reggimenti di tiratori scelti reclutati in particolare nel Tirolo e in misura minore in altri territori dell'impero.

## Il settore Adamello-Presanella

### Il 1915: il primo anno di ostilità
Quando il Regno d'Italia dichiarò guerra all'impero austro-ungarico il 24 maggio 1915 gli eserciti schierarono sui monti i rispettivi reparti: gli italiani misero in campo gli Alpini, mentre gli austriaci dovettero "accontentarsi" degli Standschützen (sizzeri nei dialetti trentini, una storica milizia volontaria con compiti di difesa territoriale della Contea del Tirolo); nonostante le differenze di addestramento questi ultimi resistettero fino all'arrivo dei rinforzi austriaci impegnati in Galizia.
La prima azione di guerra fu compiuta dal battaglione "Morbegno": questi, sotto il comando del capitano Villani, aveva il compito di attaccare la conca della Presena per cogliere di sorpresa gli austriaci scacciandoli così dalle creste di Monticelli. Il battaglione "Morbegno" partì dal passo di Pisgana il 9 giugno 1915 e raggiunse il passo di Maroccaro, dove si appartò al riparo dalle vedette austriache. Avvistati in anticipo furono sottoposti al fuoco dei cecchini nemici. Da qui, gli alpini discesero il ghiacciaio a ventaglio, sotto il tiro del "Gruppo difensivo Paradiso", a capo del tenente Quandest. Gli austriaci riuscirono a respingere l'attacco italiano quando ormai ai tiratori scelti non rimanevano più di 10 pallottole a testa. Gli italiani soffrirono 164 perdite, tra cui 52 morti, 87 feriti e 25 prigionieri; gli austriaci ebbero un morto e otto feriti.
Gli austriaci compresero che il punto debole italiano era la scarsa attenzione mostrata verso i ghiacciai e cercarono di sfruttare questo a loro vantaggio. Il 5 luglio attaccarono e colsero di sorpresa il presidio italiano del lago di Campo (situato in val di Daone), costituito da un battaglione del 67º Reggimento fanteria della Brigata "Palermo" e da due compagnie di Alpini. Le truppe italiane, pur subendo gravi perdite, riuscirono a respingere l'attacco, costringendo gli avversari a ritirarsi sulle posizioni di partenza. Il 15 luglio l'attacco si spostò al Rifugio Giuseppe Garibaldi e i difensori italiani riuscirono, anche stavolta, a resistere.
Sul fronte della Conca del Montozzo gli italiani riuscirono invece a conquistare il torrione d'Albiolo; una conquista tuttavia modesta e priva di importanza strategica.
Nella notte tra il 24 ed il 25 agosto 1915, la 52ª compagnia, guidata dal capitano Carlo Bollea, grazie ai propri scalatori si arrampicò in totale silenzio, per 9 ore, lungo i canaloni che dalla val Narcanello risalgono la suddetta cresta, occupando il passo di Lagoscuro, la cima di Lagoscuro e la Bocchetta del Gendarme. All'alba, iniziato l'attacco, i soldati austriaci, sorpresi, lasciarono le posizioni senza troppa resistenza, permettendo agli italiani di trincerarsi sulla cresta con perdite minime entro la fine della giornata. Una volta occupata la cresta furono subito iniziati i lavori di fortificazione con la costruzione di baracche, camminamenti, tane e la posa del filo spinato.
Nei giorni immediatamente successivi fu ordinato un attacco contro le forze austriache al passo del Dito, incastonato nella pala del Castellaccio, che ebbe però esito negativo.
I generali ordinarono di continuare l'attacco verso il ghiacciaio Presena ma, sia il 14 settembre che il 30 ottobre, gli attacchi furono un fallimento; il regno d'Italia subì una sconfitta anche il 23 settembre, quando, sul fronte del Montozzo, gli austriaci ripresero il Torrione d'Albiolo.
Per tutto l'inverno, a causa anche del clima, le azioni militari si calmarono e non si registrarono combattimenti.

### Il 1916: le azioni di Nino Calvi
Le azioni di guerra furono riprese nella primavera del 1916.

#### Battaglia della Lobbia

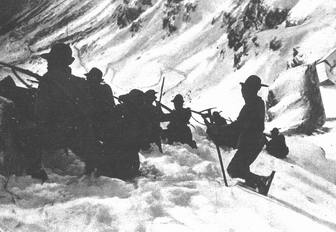
Reparti Alpini in combattimento tra i monti innevati

Una delle azioni belliche più importanti, nell'aprile del 1916, fu senza dubbio quella che venne ribattezzata la battaglia della Lobbia.
Mentre si esauriva la prima spinta offensiva italiana, il comando della 5ª divisione decise di affrontare il problema dell'approccio al ghiaccio dell'Adamello e ad esaminare la possibilità di occuparne le cime dominanti e le vedrette. Fu quindi deciso di affidare al comando del capitano Natale (Nino) Calvi la compagnia autonoma "Garibaldi", reparto in formazione della consistenza di 600 uomini tutti montanari lombardi, del 4º reggimento alpini. Il Ghiacciaio in quel momento era apparentemente in mano nemica, avendo gli italiani il solo controllo del rifugio Giuseppe Garibaldi, ma nella realtà si trattava di una immensa area di "terra di nessuno" da poter sfruttare. Le azioni belliche successive furono precedute da una intensa preparazione: Calvi riorganizzò l'amministrazione e la disciplina del reparto, addestro i suoi uomini al migliore utilizzo degli sci facendone il primo reparto d'assalto di alpinisti sciatori e guidò di persona una serie di ricognizioni esplorative assieme ai suoi ufficiali e sottufficiali (i cui risultati si videro verso la fine di marzo quando gli alpini italiani poterono condurre una ricognizione di massa ai passi di Fargorida e di Lares cioè teoricamente nel cuore del territorio nemico rientrando al completo al rifugio Garibaldi).
Primo banco di prova per il reparto fu la presa della vedretta del Mandrone e la linea difensiva dell'impero austro-ungarico che si snodava tra la Lobbia Alta e il Monte Fumo, il aprile, la cui preparazione fu molto accurata. Calvi ottenne da Giordana, al comando del 4º reggimento alpino, carta bianca e l'appoggio di altri alpini sciatori proveniente dai Battaglioni "Edolo" e "Val d'Intelvi" oltre ad armi d'accompagnamento come mitragliatrici montate su slitte e l'appoggio delle batteria da 75 del Venerocolo e del Corno Bedole contro eventuali rinforzi nemici (l'artiglieria, tenendo conto della realtà sul campo, non venne utilizzata per tiri preliminari o di distruzione ma soltanto come appoggio tattico). L'attacco portato da tre diverse colonne (una comandata dallo stesso Nino Calvi mentre un'altra fu assegnata al fratello Attilio) nonostante avvenisse di giorno, contrariamente a quanto stabilito per colpa di una tormenta, si risolse in un successo per gli alpini con la conquista entro sera di Cresta Croce e del Ghiacciaio del Mandrone tranne per il presidio di Monte Fumo che si arrese due giorni dopo. Il bilancio finale fu di 8 morti e altrettanti feriti italiani e 60 morti tra gli austroungarici.

#### Battaglie del Corno di Cavento
Un altro attacco venne lanciato tra il 29 e il 30 aprile, stavolta verso il Passo di Cavento.
Nelle prime battute di questa battaglia, lo stesso Nino Calvi al comando della 1ª compagnia, riuscì a sorprendere il nemico con un'operazione coordinata con i vertici militari.
L'obbiettivo era la conquista del Dosson di Genova, zona strategica per la supremazia militare della zona. In condizioni estreme, Nino Calvi riuscì a portare a termine il suo compito (situazione che gli fruttò una medaglia d'argento) nonostante l'andamento dello scontro fu incerto fino all'ultimo. Al rientro al quartier generale Nino venne a conoscenza del grave ferimento in battaglia del fratello, che morirà dopo due giorni.
Il successo fu però solo parziale perché gli Alpini riuscirono sì ad avanzare ma, a causa dei continui attacchi, subirono molte perdite e non conquistarono totalmente la linea nemica. Il possesso della cima venne alternato più volte tra i due eserciti, e le lotte si protrassero per più di due anni.
Per la prima volta in questa zona, in aiuto della fanteria, venne utilizzata l'artiglieria pesante. Ad aggiungere ulteriori problemi agli Alpini c'era l'assoluta mancanza di divise mimetiche invernali che li obbligava a combattere sui ghiacciai in divisa grigio-verde.
La situazione venne sbloccata, agendo in maniera contraria agli ordini ricevuti, tra il 1° e il 4 maggio, grazie all'occupazione delle posizioni austriache del crozzon del Diavolo.
La conquista, ad opera italiana, del Corno di Cavento si coronò l'anno successivo con l'azione, partita dal passo sottostante (conquistato nel 1916), Prima battaglia del Corno di Cavento|avvenne il 15 giugno e fu un pieno successo degli Alpini (stavolta non sorsero problemi di tattica e l'artiglieria colpì i nemici con precisione prima dell'attacco).

### Il 1917: stallo e difesa
Il fronte dell'Adamello andò tuttavia in stallo dopo la Strafexpedition (la spedizione punitiva austriaca in Trentino) che obbligò i generali a sguarnire il fronte camuno per proteggere quello in cui era avvenuto lo sfondamento.
Per la prima volta gli Alpini, per trasportare le vettovaglie più leggere (alimenti, vino, grappa, ecc.), abbandonarono i fedeli muli per sostituirli con i cani, più veloci e meno bisognosi di cibo.

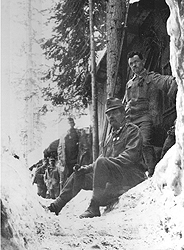
Austriaci sul fronte dell'Adamello

Sui fronti dell'Adamello e del Montozzo il 1917 fu un periodo relativamente calmo.
Le battaglie principali si svolgevano infatti in Veneto e in Friuli (dove scorreva l'Isonzo, che fu teatro di alcuni tra i più violenti combattimenti).
Il giorno più triste per i civili che abitavano la zona fu però il 27 settembre quando gli austro-ungarici (probabilmente per rappresaglia ad un bombardamento italiano) attaccarono con bombe incendiarie e proiettili di grosso calibro l'abitato di Ponte di Legno, distruggendolo completamente e costringendo alla fuga i suoi abitanti.
Sul fronte dell'Adamello, in ottobre, si riuscirono invece a fermare, senza subire gravi perdite, gli austriaci che avanzavano rinfrancati dalla vittoria di Caporetto.
Passato questo periodo gli alpini iniziarono a preparare i piani per la controffensiva.

### Il 1918
Dopo alcune schermaglie avvenute nei primi mesi del 1918 il regno d'Italia riuscì ad ottenere una vittoria fondamentale per il successo italiano in questa zona: la conquista della conca di Presena.

#### Conquista della conca di Presena
L'operazione, meglio conosciuta con il nome di "Battaglia Bianca", avvenne tra il 25 e il 28 maggio, e fu la più grande del settore: vi parteciparono infatti sette battaglioni (Edolo, Monte Cavento, Monte Mandrone, Monte Granero, Monte Rosa, Pallanza, Tolmezzo e Val Brenta), il reparto d'assalto Fiamme Verdi, vari plotoni di Arditi e mitraglieri e circa 200 pezzi di artiglieria. L'operazione si realizzò sul finire di maggio, grazie anche alla piena libertà di movimento nell'alta val di Genova, determinata dagli esiti delle battaglie sui ghiacciai del Mandrone e delle Lobbie. Al tempo il settore del Presena era affidato a due diversi comandi: il Valcamonica, agli ordini del brigadiere Quintino Ronchi, e l'Adamello-Val di Genova, rispondente al colonnello Isidoro Rovero. L'operazione venne suddivisa ed organizzata in due fasi.
Tra il 24 ed il 25 maggio 1918 l'artiglieria bombardò le posizioni austriache sulla cresta delle Marocche, che furono attaccate e occupate con successo attorno al mezzogiorno del 25 dai plotoni Arditi. Cadde in mano italiana anche lo sperone roccioso a sud della Cima Presena, detto Zigolon, non senza prigionieri austriaci, mentre verso sera fu conquistata la Cima stessa; a sera inoltrata l'attacco fu sospeso, a causa del fuoco delle mitragliatrici austriache, e con esso terminò la prima fase dell'operazione.
La seconda fase ebbe luogo il giorno successivo, il 26. Fu aperta dal bombardamento italiano, a notte fonda, delle ridottine austriache della conca, del passo Paradiso e dei Monticelli, e fu seguita dalla discesa dei reparti italiani verso il passo Paradiso, conquistandolo assieme ai Monticelli, dopo un aspro combattimento; solo la quota 2432 del Monticello Inferiore rimase in mano austriaca. Entro il 27 maggio la quasi totalità della conca di Presena cadde finalmente in mano italiana.
L'attacco italiano portò non solo alla conquista del Presena, ma anche alla presa di altre vette vicine.

#### Ultimi scontri

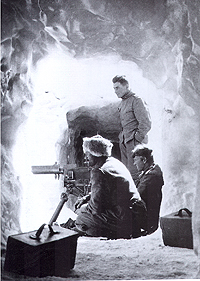
Mitragliere degli Alpini sul Corno di Cavento, facente parte dell'Adamello.

Il 13 giugno gli austriaci sferrarono un ultimo attacco per cercare di rompere le linee italiane; con la Lawine Expedition (che tradotto in italiano significa "offensiva valanga") vennero mandate all'attacco tutte le truppe residue, nella speranza di eguagliare il successo dell'anno precedente, che portò allo sfondamento delle difese italiane a Caporetto. Tuttavia gli imperiali, nonostante fossero in gran parte ottimisti circa il buon esito dell'azione, non tennero in considerazione due fattori: erano in pessime condizioni organizzative (oltre al mediocre equipaggiamento scarseggiavano anche i vettovagliamenti), e non avevano accanto i tedeschi ad aiutarli. Perciò gli italiani riuscirono a resistere facilmente all'offensiva che, del resto, si arenò il giorno stesso del suo inizio.
A un anno esatto dalla perdita del corno di Cavento, il 15 giugno, gli austro-ungarici riuscirono, grazie allo scavo di una galleria nel ghiacciaio, a riconquistare corno di Cavento in quella che sarà la loro ultima vittoria. A quel punto rimettere piede sul Cavento divenne una questione di primaria importanza per gli italiani, che, infatti, lo riconquistarono definitivamente il 19 luglio.
Con l'attacco del 13 agosto gli alpini riuscirono, dopo tre anni, a riconquistare il Torrione d'Albiolo, perso agli inizi della guerra nel 1915.
Il 1º novembre vi fu l'attacco finale: gli austriaci non riuscirono, nonostante avessero tentato di combattere, a resistere all'attacco italiano, stavolta lanciato contro il passo del Tonale.
Interi reparti dell'Impero austro-ungarico si arresero e l'esercito italiano poté dilagare conquistando l'intera val di Sole e spianando la strada per Trento; la guerra in Adamello era finita.

## Nella letteratura
Gli anni di guerra che italiani e austriaci passarono su queste montagne, sono il cuore del romanzo La penna del Corvo Bianco. Il romanzo, ripercorre fedelmente la narrazione delle battaglie e degli eventi più importanti che interessarono l'Adamello fino al 1918. 
Il romanzo, racconta la storia di alcuni ragazzi di Carisolo, reclutati in massa allo scoppio delle ostilità tra impero Austro-Ungarico e Regno d'Italia.